# 무서운 스노우맨
《무서운 스노우맨》(영어: The Abominable Snowman, 미국 제목 영어: The Abominable Snowman of the Himalayas, 혹은 영어: The Snow Creature)은 영국에서 제작된 밸 게스트 감독의 1957년 판타지 공포 영화이다. 포러스트 터커, 피터 쿠싱 등이 출연하였고, 오브리 베링 등이 제작에 참여하였다. 1955년에 BBC에서 방영된 텔레비전 연극 "The Creature"가 원작이며, 쿠싱이 원작에 이어 존 롤러슨 박사 역을 맡았다.

## 줄거리
존 롤러슨 박사, 아내 헬렌, 조수 피터 폭스는 히말라야 식물 탐사 중에 롱룩 수도원의 라마에게 몸을 의탁하게 된다. 곧 이곳에 톰 프렌드 박사가 이끄는 다른 팀이 도착한다. 이 팀에는 사냥꾼 에드 셸리, 사진가 앤드루 맥니, 셰르파 가이드 쿠생이 속해있으며, 이들은 전설의 예티(Abominable Snowman)를 찾는 중이다. 헬렌과 라마의 만류에도 불구하고 롤러슨은 프렌드의 탐사에 참가한다. 롤러슨의 동기는 과학적 호기심이지만 프렌드는 예티를 생포해 세계 언론에 공개하여 부와 명예를 얻겠다는 것이 동기이다.
이들은 높은 산에 올라 눈 위로 난 거대한 발자국을 발견한다. 맥니는 프렌드가 예티를 잡으려고 놓은 덫에 걸려 부상을 입고, 갈등과 긴장이 고조되던 롤러슨과 프렌드는 주먹다짐을 한다. 예티가 목격된 후 쿠생은 수도원으로 달려가서 헬렌, 폭스와 구조팀을 조성한다. 그 사이 셸리는 예티 한 마리를 쏴죽여버리고, 맥니는 예티의 울음소리를 들으며 눈밭을 헤매다가 절벽에서 추락사한다.
프렌드는 롤러슨의 반대에도 불구하고 살아있는 예티 표본을 확보하기 위해 동굴 천장에 철망을 장치하고 예티들의 분노를 샀을 셸리를 미끼로 쓴다. 프렌드는 셸리에게 소총을 주지만 셸리는 모르고 있으나 그 안에 든 것은 공포탄 뿐이다. 실제로 예티 한 마리가 나타나 철망에 덮쳐지고 겁을 먹은 셸리는 총을 쏜다. 숨어있던 곳에서 나온 롤러슨은 셸리가 사망한 것을 발견한다. 하지만 몸에 아무 상처가 없는 것으로 미뤄보아 이 예티는 그저 죽은 예티의 시체를 회수하려고 나타난 것이고, 셸리의 죽음은 실탄이 없는 것에 놀라 심근 경색이 유발된 게 원인일 것이라고 추측한다. 즉 셸리의 죽음은 프렌드의 탓인 것이다.
프렌드는 더 이상의 손실을 줄이기 위해 예티의 사체를 갖고 돌아가기로 하는데, 예티는 프렌드의 정신을 조종해 도움을 요청하는 셸리의 목소리를 듣게 만든다. 이에 반응해 동굴 밖으로 나간 프렌드는 총을 쐈다가 눈사태를 일으켜 사망한다. 동굴에 피신해있던 롤러슨은 죽은 예티의 시체를 가져가려고 나타난 예티 두 마리와 마주한다. 롤러슨은 지성체인 예티가 인류가 야만으로 자멸할 때까지 시간을 벌고 있는 것이란 깨달음을 얻는다.
예티가 중간 지점 오두막에 데려다놓은 롤러슨을 구조팀이 발견해 수도원으로 데려간다. 롤러슨은 라마에게 예티를 발견하지 못했으며 예티 같은 건 없다고 말한다.

## 출연진
- 포러스트 터커 - 톰 프렌드 역
- 피터 쿠싱 - 존 롤러슨 박사 역
- 모린 코널 - 헬렌 롤러슨 역
- 리처드 워티스 - 피터 폭스 역
- 로버트 브라운 - 에드 셸리 역
- 마이클 브릴 - 앤드루 맥니 역
- 울프 모리스 - 쿠생 역
- 아르놀트 마를레 - 라마 역
- 앤서니 친 - 집사 역
- 존 레이 - 예티 역
- 프레드 존슨 - 예티 역

## 기타 제작진
- 협력 제작: 앤서니 넬슨 키스
- 미술: 버나드 로빈슨
- 의상: 비어트리스 도슨